# Баглюк, Григорий Никитович
Григо́рий Ники́тович Баглю́к (укр. Григорій Микитович Баглюк; 23 декабря 1904 года (5 января 1905 года), село Лозовая Павловка, Российская Империя — 1 марта 1938 года, Воркута, РСФСР, СССР) — украинский писатель, журналист и редактор.

## Биография

### Писатель и журналист
Григорий Баглюк родился 23 декабря 1904 года (5 января 1905 года) в селе Лозовая Павловка (ныне город Брянка, Луганская область, Украина).
В 1922 году закончил Лисичанское горнотехническое училище.
Журналистскую и литературную деятельность Баглюк начал в редакции «Молодой шахтёр» в городе Бахмут.
В этот период разворачивается украинизация Донбаса и переход писателей на украинский язык.
Активный организатор и один из руководителей Союза пролетарских писателей Донбаса «Забой» и ответственный редактор одноимённого журнала (с 1932 года переименован в «Литературный Донбасс»).
С 1932 года за деятельностью молодых литераторов «Забоя» следило ГПУ.
Член ЦКК КП(б)У Лагода в это время писал, что «Артемовским ГПУ установлены и зафиксированы приезды в Артемовск к редактору журнала „Литературный Донбасс“ Баглюку (в прошлом активному троцкисту) из Москвы — Горбатова, из Харькова — Батальского, Левитова, бывших троцкистов, которые на устраиваемых Баглюком „литературных вечерах-пьянках“, занимались рассказами контрреволюционных анекдотов, стихов и критикой политики ЦК ВКП(б)».

### Ухтпечлаг
В 1934 году Григорий Баглюк репрессирован по обвинению в антисоветской троцкистской деятельности и отправлен в Татарию.
В ноябре 1935 года повторно осуждён Особым совещанием НКВД СССР 3.2.36 по ст. 58-10, 58-11 на пять лет.
В выписке из дела говорится: «3 февраля 1936 года особым совещанием при НКВД СССР Баглюк был осужден за троцкистскую деятельность к заключению на 5 лет».
С 19 октября 1936 года по 19 марта 1937 года принимал участие в голодовке против жестоких условий пребывания в сталинских лагерях.
По воспоминаниям очевидцев около 1 000 человек начали голодовку и забастовку.
Участники акции в частности требовали:
1. Отделить политических заключённые от уголовников. Отменить привилегии уголовникам, назначенным на руководящие посты в лагере.
2. Каждому дать работу по специальности.
3. Питание должно быть нормальным, независимо от выполнения трудовых нормативов. Работа должна быть восьмичасовой.
4. Предоставить заключённым право подписки журналов и газет, которые выходят в пределах Советского Союза.

Однако через несколько дней значительная часть первоначально принявших участие в голодовке отказалась от неё и вышли на работу.
Оставшихся голодающих администрация лагеря отделила от остальных, вывезла в Сир-Ягу, поставила возле них охрану и стала дожидаться указаний из Москвы.
Тем временем к ним стала применяться процедура принудительного кормления.
Григорий Баглюк до последнего момента сохранял веру в то, что путём голодовки и забастовки они способны изменить условия сталинских лагерей.
По воспоминания Григория Костюка в июле 1937 года он встретился с уже тогда сильно изнемождённым Григорием Баглюком и попытался его убедить в бессмысленности акции, между ними состоялся следующий диалог:

Григорий Баглюк: Как же не стоит? Но они же вынуждены были принять наши условия.

Григорий Костюк: Дружище, что они приняли? Зачем жить иллюзией?

Григорий Баглюк: Как что? Живём отдельно в палатке. Жёны наши с нами. На работу нас не гоняют. Еда стала удовлетворительной. Обещают, что скоро и пресса начнёт приходить. Какая же тут иллюзия?….

Однако развязка не заставила себя долго ждать.
В декабре 1937 года в Воркуту прилетела тройка Верховного Суда СССР в составе Григорович, Е. И. Кашкетин, Зеленин.
27 декабря 1937 году Григорий Баглюк приговорён тройкой при УНКВД Архангельской обл. по ст. 58-10 УК РСФСР к расстрелу.
Выписка из дела гласит: «27 декабря 1937 г. тройкой УНКВД по Архангельской области Баглюк был осужден к ВМН—расстрелу за то, что он, отбывая наказание в Ухт. Печ. ИТЛ, систематически занимался контрреволюционной троцкистской агитацией».
Расстрелян 1 марта 1938 года на руднике Воркуты.
По данным Ухто-Печорского отделения общества «Мемориал», основанным на рассекреченных архивных данных, в 1937—1938 годах было расстреляно: в посёлке Чибью — 86 заключённых, в районе реки Ухтарки — 1 779.
Всего за эти 2 года казнено различными способами (без умерших от голода и болезней) 2 614 человек.
Григорий Баглюк реабилитирован 26 декабря 1963 года.

## Публикации
Григорий Никитович Баглюк автор стихотворений, литературно-критических, публицистических, а также нескольких прозаических работ:
- Ряда рассказов, например, «Рассказ об осуждённом» (укр. Розповідь про підсудного)[2].
- «Горизонт 470» (повесть, 1929 год)[1].
- «Проект» (повесть, 1930 год, по другим данным — 1932 год[уточнить])[1].
- «Молодость» (незаконченный[уточнить] роман, 1932 года[уточнить])[1][2].
- «Синий заяц» (Донецк, 1966 год).

## Комментарии
1. ↑  Дело находится в Архангельськом УКГБ под № 5944.